# Гнетум гнемон
Гнетум гнемон, или Мелинжо (лат. Gnetum gnemon) — вид голосеменных растений семейства Гнетовые (Gnetaceae), один из примерно сорока видов рода Гнетум (Gnetum). Распространён в тропических странах Азии (Индия, Камбоджа, Мьянма, Таиланд, Вьетнам, Индонезия, Малайзия, Папуа — Новая Гвинея) и на тихоокеанских островах (Фиджи, Самоа, Соломоновы острова, Вануату). Культивируется во многих странах Юго-Восточной Азии ради съедобных семян.

## Название
В Индонезии это растение называют melinjo, на Филиппинах — bago, babayong, в Малайзии — meminjau, belinjau.

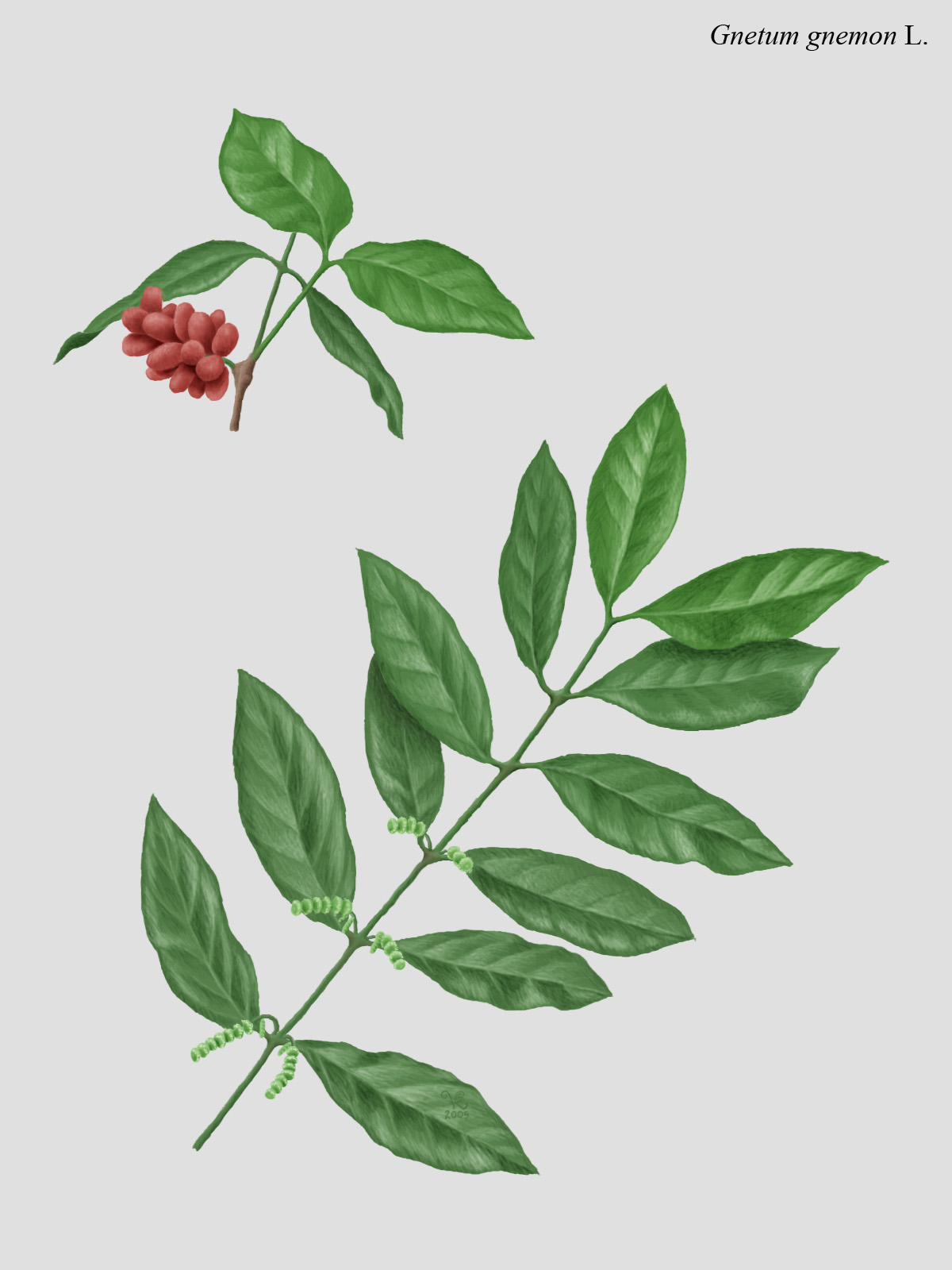
Ботаническая иллюстрация

## Ботаническое описание
Вечнозелёный кустарник или небольшое дерево высотой до 10 метров. Кора сероватая, с листовыми рубцами в форме полумесяцев. Листья крупные (длиной до 20 см, шириной до 8 см), ланцетовидные с вытянутым кончиком, цельнокрайные. Листовые пластинки тонкие, кожистые, блестящие с обеих сторон, тёмно-зелёного цвета. Расположены супротивно.
Растение двудомное. Цветки собраны в растущие в пазухах листьев кисти длиной до 10 см. Семена в присемяннике, образующим твёрдую кожистую оболочку, эллиптические, длиной 1—3 см. В спелом состоянии присемянники становятся жёлтыми до тёмно-красных.

## Значение и применение
Семена, молодые листья и соцветия мелинжо используют в пищу как овощи. Мука из поджаренных семян используется для приготовления тонких сухих лепёшек, которые затем обжаривают в масле, получая что-то вроде чипсов.
Кора, как и у некоторых других видов гнетума, применяется для получения прочного волокна, из которого делают нитки и верёвки.

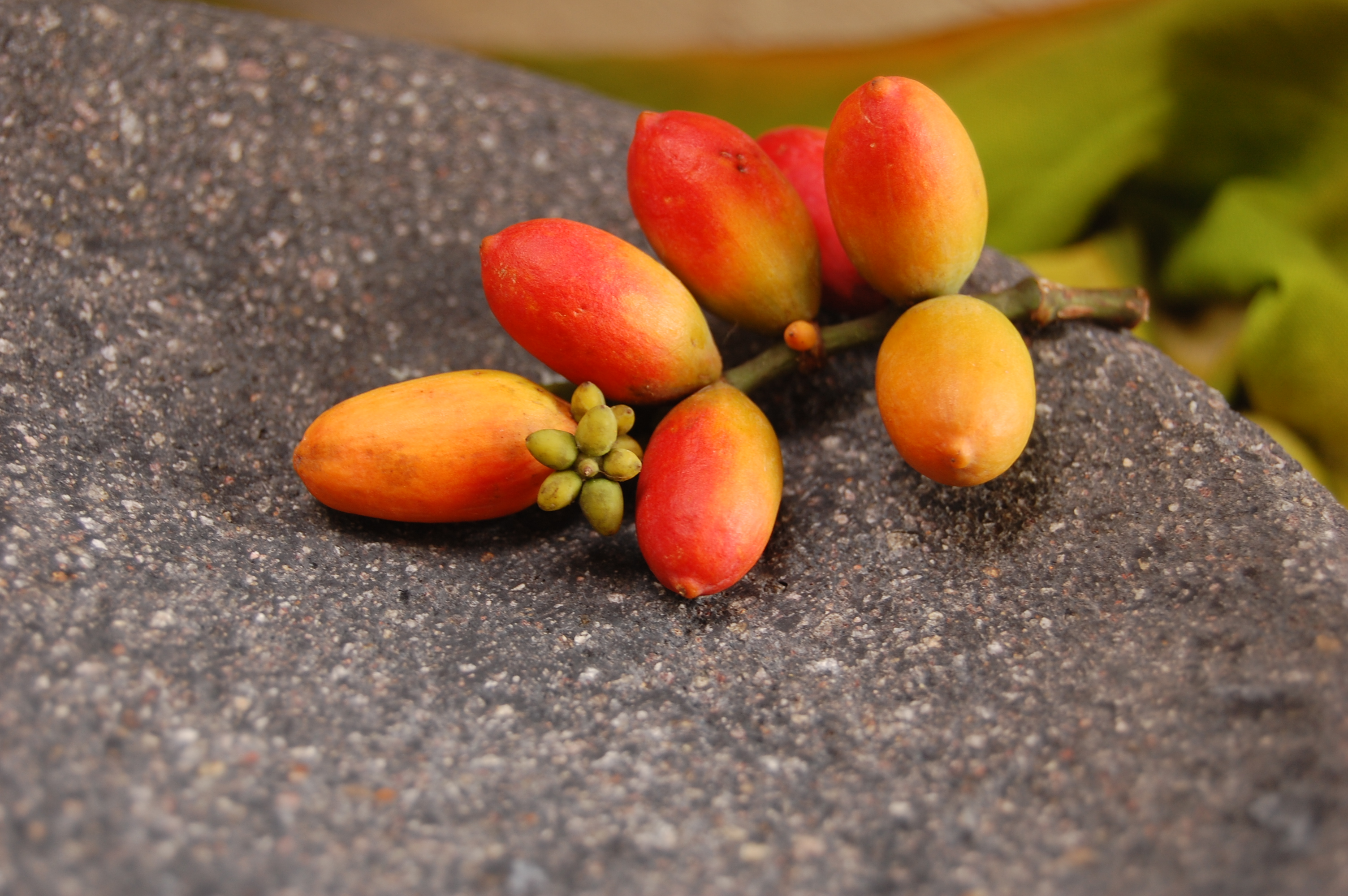
Семена мелинжо